# Carrícola
Carrícola es un municipio de la Comunidad Valenciana, España. Perteneciente a la provincia de Valencia, en la comarca del Valle de Albaida. Su población es de 99 habitantes (INE 2024).

## Geografía
Situado en la vertiente norte de la Sierra de Benicadell. La superficie del término es montañosa, especialmente en las estribaciones de la sierra, donde alcanza los 812 m de altitud en el Alto de la Fontfreda.
El clima es templado, con inviernos fríos; los vientos dominantes son los del oeste y este; este último provoca las lluvias, generalmente de noviembre a febrero; en las alturas de Benicadell nieva en enero. Drenan el término los barrancos del Castellet y del Pleit.
Desde Valencia, se accede a esta localidad a través de la A-7 para enlazar con la CV-40 y finalizar en la CV-615.

### Localidades limítrofes
El término municipal de Carrícola limita con las siguientes localidades:
Adzaneta de Albaida, Bélgida, Bufali y Palomar, todas ellas de la provincia de Valencia.

## Historia

Localización de Carrícola con en la comarca del Valle de Albaida

Tiene su origen en una alquería musulmana que el rey Jaime I cedió junto con la torre del Castellet –que hoy se encuentra en el término de Palomar– a Berenguela Alonso en 1270. En 1273 pasa, también por donación del rey conquistador, al obispo de Valencia. La baronía de Carrícola fue vinculada, en 1477, por el cardenal Lluís Joan del Milà i Borja y recaló posteriormente en los Orense y los Tamarit.
Fue lugar de moriscos y contaba antes de la expulsión con 56 casas.

## Demografía
Carrícola cuenta con una población de 99 habitantes (INE 2024).
| Gráfica de evolución demográfica de Carrícola entre 1842 y 2021                                                     |
| |
| Población de derecho según los censos de población del INE Población de hecho según los censos de población del INE |

## Economía
Basada tradicionalmente en la agricultura. La casi totalidad de los cultivos son de secano como almendros, algarrobos y olivos. En la zona de la Vall d'Albaida Carricola, ha sido pionera en la introducción de la agricultura ecológica como iniciativa de desarrollo sostenible. A través de ella se han podido generar beneficios económicos y en forma de oferta de productos que hacen factible iniciativas de turismo rural. Carricola es un excelente lugar para el inicio de rutas dentro de los parajes naturales que envuelven el municipio, enclavado en medio de la Sierra del Benicadell.

## Administración y política
| Periodo   | Nombre                                                  | Partido   |
| --------- | ------------------------------------------------------- | --------- |
| 1979-1983 | Arcadio Cháfer Satorres                                 | GIC       |
| 1983-1987 | Ismael Lozada Calatayud                                 | GIC       |
| 1987-1991 | Rafael Sanz Quilis                                      | PSPV-PSOE |
| 1991-1995 | Rafael Sanz Quilis                                      | PSPV-PSOE |
| 1995-1999 | Rafael Sanz Quilis                                      | PSPV-PSOE |
| 1999-2003 | Rafael Sanz Quilis                                      | PSPV-PSOE |
| 2003-2007 | Juan Luis Blasco Cháfer                                 | PSPV-PSOE |
| 2007-2011 | Susana Cháfer Nácher                                    | PSPV-PSOE |
| 2011-2015 | Susana Cháfer Nácher                                    | PSPV-PSOE |
| 2015-2019 | Susana Cháfer Nácher                                    | PSPV-PSOE |
| 2019-2023 | Maria Teresa Cháfer Nácher Juan Salvador Miralles Tomás | Compromís |
| 2023-act. | Pedro José Altabert Martinez                            | Compromís |

## Patrimonio
- Castillo de Carrícola
- Fuente del Fardatxo
- Fuente del Melero
- Iglesia de San Miquel Arcángel
- Ermita del Cristo del Calvario
- Arca Gran, Barranc de l'Arca
- Arca del Barranc Dat
- Arca i bassa del Gatell

## Fiestas locales
- San Antonio Abad  (fin de semana más próximo al 17 de enero)
- Día de la Cassoleta Martes de Carnaval
- Aparición de San Miguel Arcángel 8 de mayo
- Fiestas patronales: San Miguel Arcángel, Cristo del Calvario y Santos de la Piedra. (Último fin de semana de septiembre)